# Olaholmen
Olaholmen est une île norvégienne du comté de Hordaland appartenant administrativement à Bergen.
Rocheuse et couverte d'arbres, elle s'étend sur environ 68 m de longueur pour une largeur approximative de 56 m. Elle comporte un bâtiment. 